# 檸檬色

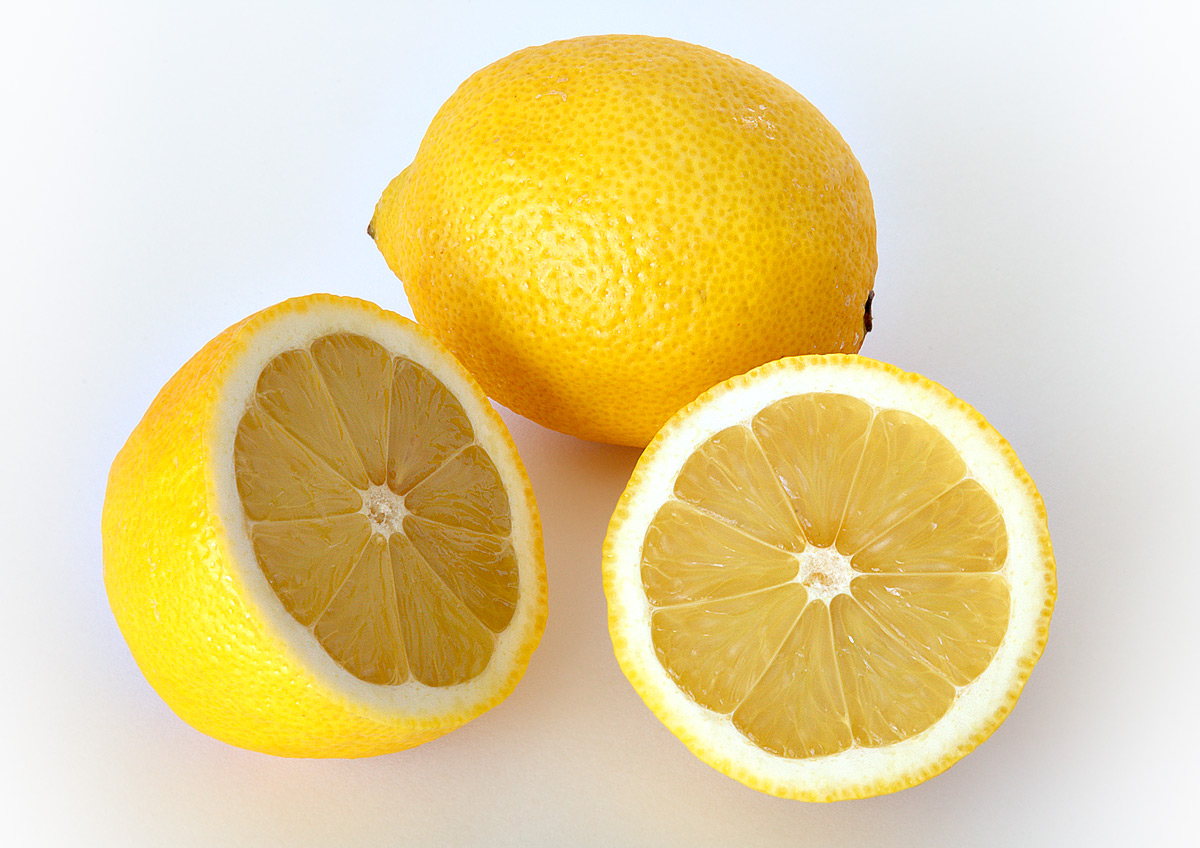
熟したレモンの実

檸檬色（レモン色、れもんいろ、英: lemon color）は、やや薄い黄色である。レモンイエロー (英: lemon yellow) とも呼ばれる。
全く赤みがからない明るい黄色をいう。光輝性のある黄色。JISの色彩規格では「鮮やかな緑みの黄」としてある。名は、熟したレモンの果実の皮の色による。クロム酸バリウムまたはクロム酸ストロンチウムから作られる淡黄色の顔料による色に対しても本色名が用いられる。
レモンは古くからヨーロッパで食用に栽培されており、16世紀には色名がついたという。

## カラーチャート
果実特性のうち果皮色や果肉色をみるものにレモン色系カラーチャートやオレンジ色系カラーチャートがあり数値が定められている。

## 近似色
- 黄色
- 淡黄色
- 浅黄色
- クリーム色
- 中黄